# Occidodiaptomus behningi
Occidodiaptomus behningi is een eenoogkreeftjessoort uit de familie van de Diaptomidae. De wetenschappelijke naam van de soort is voor het eerst geldig gepubliceerd in 1940 door Smironov.